# Olympus Has Fallen
Olympus Has Fallen is een Amerikaanse actie-thrillerfilm uit 2013 en geregisseerd door Antoine Fuqua.

## Verhaal
Wanneer bij een terroristische aanval op het Witte Huis de president gevangengenomen en zijn zoon vermist wordt, wil  Secret Service agent Mike Banning van binnenuit helpen om het Witte Huis te heroveren en de president te bevrijden voor de terroristen Amerika in de as kunnen leggen. Een voor een breekt Mike door de terroristen heen om de president te bevrijden.

## Rolverdeling
| Acteur          | Personage         | Opmerkingen                                |
| --------------- | ----------------- | ------------------------------------------ |
| Gerard Butler   | Mike Banning      |                                            |
| Aaron Eckhart   | Benjamin Asher    | President                                  |
| Finley Jacobsen | Connor            |                                            |
| Dylan McDermott | Forbes            |                                            |
| Rick Yune       | Kang              |                                            |
| Morgan Freeman  | Allan Trumbull    | Voorzitter van het Huis van Afgevaardigden |
| Angela Bassett  | Lynn Jacobs       | Directeur Geheime Dienst                   |
| Melissa Leo     | Ruth McMillan     | Minister van Defensie                      |
| Rad Mitchell    | Leah              |                                            |
| Cole Hauser     | Roma              |                                            |
| Phil Austin     | Charlie Rodriguez | Vice President                             |
| James Ingersoll | Nathan Hoenig     | Admiraal                                   |

## Achtergrond
De opnames van de film vonden plaats medio juli 2012 in onder meer Shreveport, Louisiana. De totale productiekosten van de film waren 70 miljoen dollar. De film had zijn wereldpremière in Frankrijk op 20 maart 2013.